# Callopsylla dolabella
Callopsylla dolabella är en loppart som beskrevs av Smit et Rosicky 1976. Callopsylla dolabella ingår i släktet Callopsylla och familjen fågelloppor. Inga underarter finns listade i Catalogue of Life.